# Semen Klimowski
Semen Klimowski (ukr. Семен Климовський, Semen Kłymowśkyj; 1705-1785) – kozak ukraiński, filozof, poeta pułku charkowskiego, autor słynnej ukraińskiej pieśni ludowej „Jechał Kozak za Dunaj”.

## Życie
Dokładne miejsce urodzenia nie jest znane. Życie S. Klimowskiego, związanego z Akademią Kijowsko-Mohylańską. Twórczość poety świadczy o jego znajomości języków, literatury i filozofii. Wśród tych, których poglądy były najbliższe Klimowskiemu, należy przede wszystkim wymienić Horacego.
Przez całe życie, od 1724 roku, brał udział w kampaniach wojennych Kozaków Ukraińskich, zainspirowany nimi pisał wiersze i pieśni. Pod koniec XVIII w. na terenie dawnej Siczy Zaporoskiej wraz z przyjacielem założył wieś Pryputni, w której zmarł. W wyniku Wielkiego Głodu (1932-1933) Pryputni zostały opuszczone, a ich terytorium zostało przyłączone do Moszoryne.

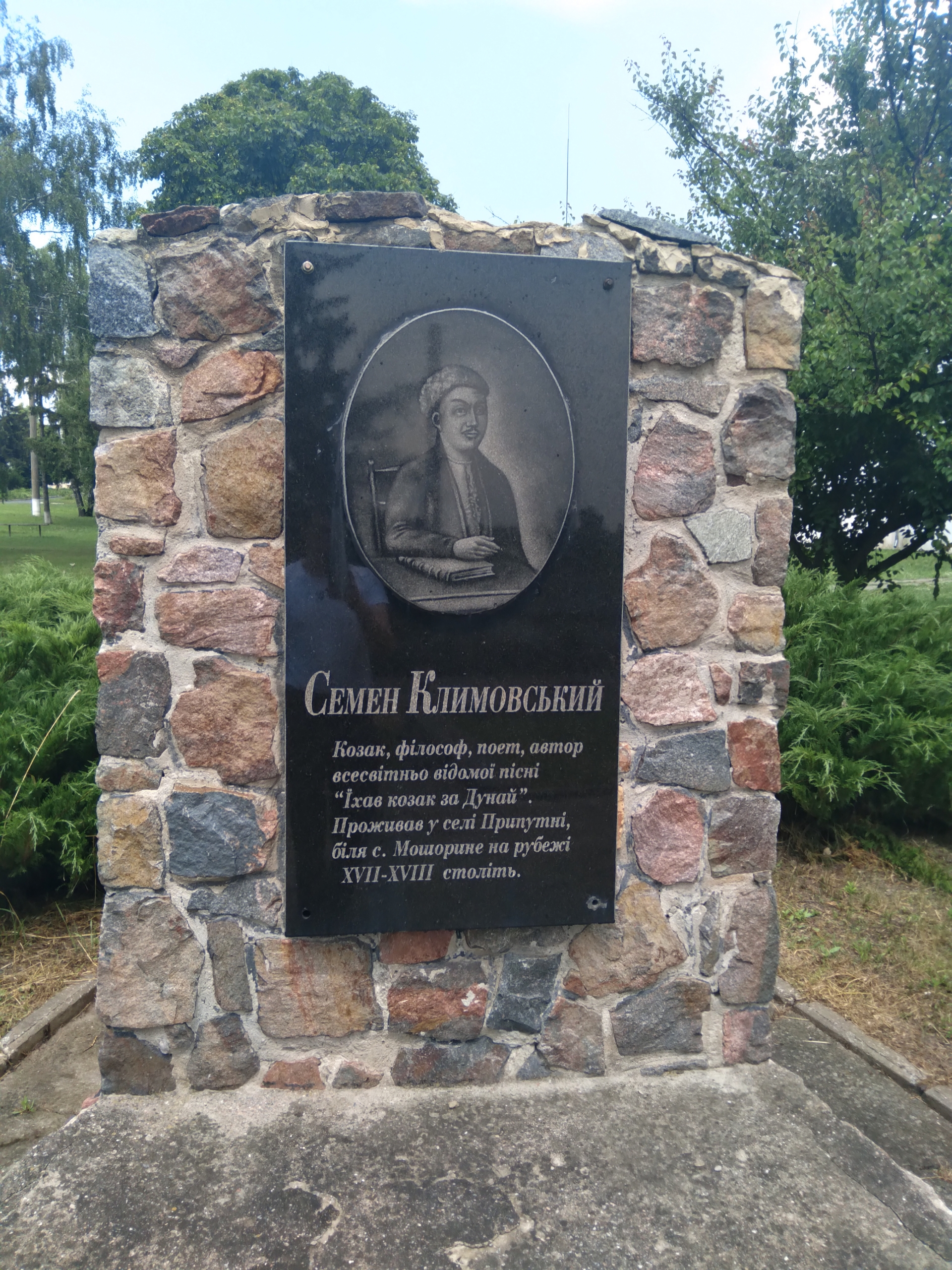
pomnik Siemiona Klimowskiego we wsi Moszoryne, 2023

W 2003 roku na miejscu dawnego folwarku Pryputniego wzniesiono pomnik poety.